# Šuja
Šuja è una città della Russia europea centrale (oblast' di Ivanovo).
Sorge nella pianura fra i fiumi Volga e Kljaz'ma, sulla sponda sinistra della Teza, 32 chilometri a sudest del capoluogo Ivanovo; è il capoluogo del rajon Šujskij. È la terza città della oblast' per numero di abitanti.
La città appare nelle cronache a partire dal 1393, quando era una proprietà (votčina) dei principi Šujskij; compare con l'attuale nome a partire dal 1539.